# Eraser Cut
Eraser Cut è il secondo EP del duo inglese voce-batteria The Creatures, pubblicato il 3 agosto 1998.

## Il disco
Contiene quattro brani inediti tratti dalle sessioni di registrazione di Anima Animus, che hanno avuto luogo nel 1995-96. Questo EP è stato poi incluso nella compilation statunitense U.S. Retrace.
I Creatures si sono riuniti nell'autunno del 1995, dopo l'ultimo tour dei Banshees. Nell'aprile 1996, quando ufficialmente si sono sciolti i Banshees, Siouxsie e Budgie hanno annunciato che i Creatures erano ora il loro impiego a tempo pieno. Questo EP è stato il primo lavoro dei Creatures dall'album del 1989 Boomerang. Eraser Cut è stato distribuito sia su vinile da 10 pollici che su CD.

## Tracce
Testi di Sioux, musiche dei Creatures.
1. Pinned Down - 3:27
2. Guillotine - 4:26
3. Thank You - 2:58
4. Slipping Away - 5:10

## Formazione
- Siouxsie Sioux - voce, tutti gli strumenti
- Budgie - tutti gli strumenti